# Музей шоколаду (Покров)
Музей шоколаду — розташований в Покрові (Владимирська область).
Відкриття музею відбулося 12 березня 2004 року2[джерело?].
У музеї представлена вся історія шоколаду, якому більше чотирьох тисяч років. Експозиція розповідає про засновників покровської фабрики Штольверк, існуючої в Покрові з 1997 року. В 2001 році підприємство придбала американська корпорація «Крафт Фудс», один з найбільших виробників шоколаду в Росії, яка і стала ініціатором створення цього незвичайного для Владимирської області музею.
В 2003 році «Музей шоколаду» став переможцем конкурсу нових туристичних музейних програм і експозицій, проведеним комітетом по фізичній культурі, спорту і туризму адміністрації Владимирської області. Експозиція розташовується в будівлі покровського краєзнавчого музею і до недавнього часу займала всього 1 кімнату. У 2010 році музей відкрився після піврічної реконструкції. Тепер музей є одним з найбільш сучасних музеїв в Росії — його система управління працює за технологією «Розумний дім».